# Sea Breeze (napój)

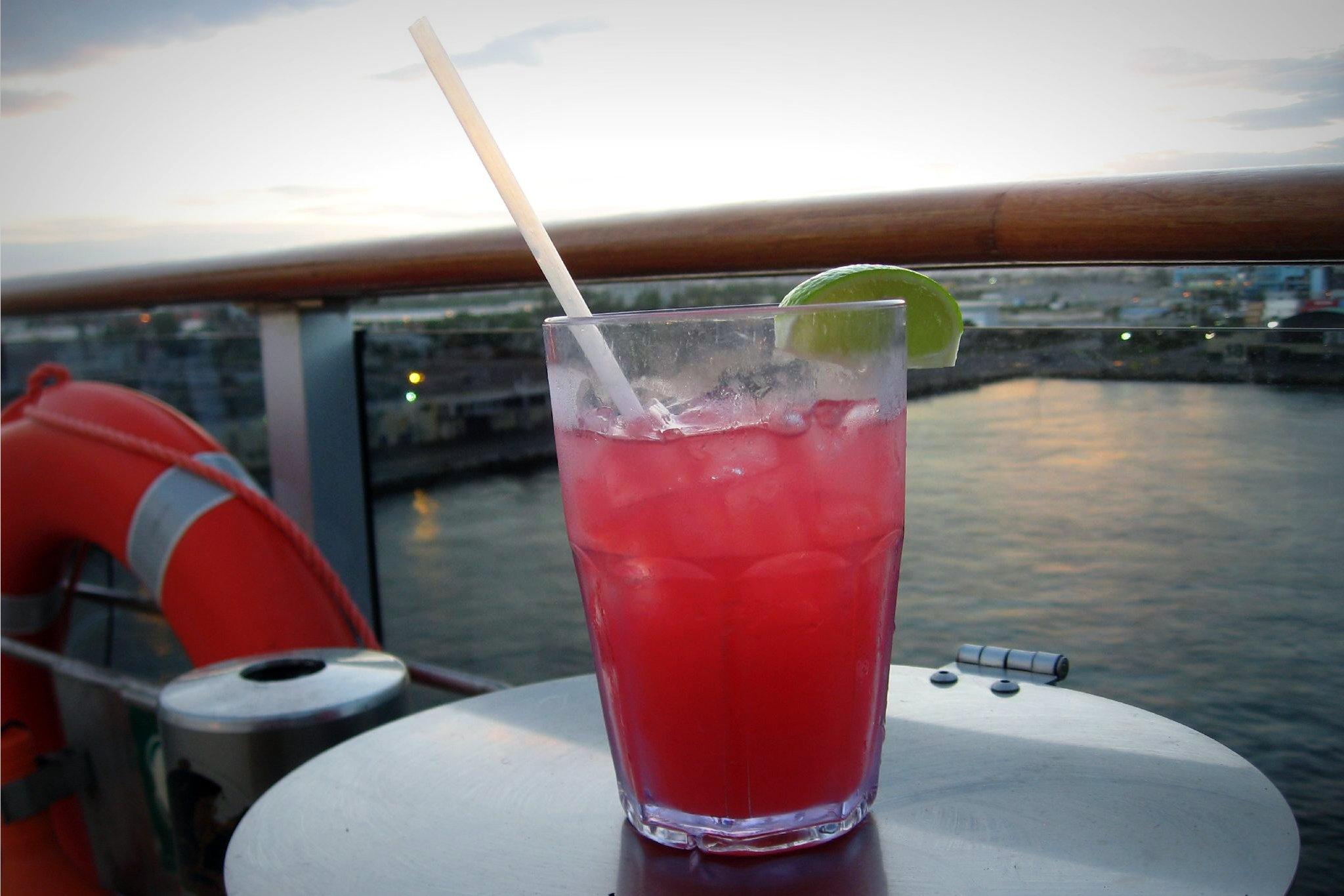
Sea Breeze

Sea Breeze – koktajl alkoholowy przygotowywany z wódką oraz sokiem z żurawiny i grejpfruta. Jest spożywany głównie w czasie miesięcy letnich.
Oprócz typowego koktajlu Sea Breeze występują także inne warianty tego trunku, którymi są Cape Codder (z małą ilością soku grejpfrutowego), Salty Dog (z małą ilością soku żurawinowego) oraz Bay Breeze (z dodatkiem soku ananasowego w zastępstwie grejpfrutowego).

## Historia
Koktajl powstał pod koniec lat 20. XX wieku w USA pod koniec ery prohibicji. Wówczas Sea Breeze znacznie się różnił od obecnej formy koktajlu, ze względu na użycie do jego przyrządzenia ginu i soku z granatów.